# Nikki Webster
Nikki Webster (nascida em 30 de abril de 1987) é um ex-cantora pop e atriz australiana. Ela é mais conhecida por seu papel em 2000 nos Jogos Olímpicos de Verão de Sydney durante a cerimônia de abertura e por seu single "Strawberry Kisses". No Brasil, Webster ficou conhecida por quatro de suas músicas terem versão em português feitas pelo girl group Rouge: "Beijo Molhado" ("Strawberry Kisses"), "O Que o Amor Me Faz" ("I Will Be Your Friend"), "Me Faz Feliz" ("Heavenly") e "Vem Dançar" ("Let's Dance").

## Nascimento e começo da carreira
Nikki Webster nasceu em 30 de abril de 1987, filha de Tina e Mark. Quando criança, ela contou aos pais que queria ir para o show business, e começou a ter aulas.
O primeiro trabalho de Webster foi como parte do elenco na pantomima "Cinderela", no State Theatre em Sydney, com cinco anos de idade. A produção estrelou Jo Beth Taylor como Cinderela, Nancye Hayes como a Fada Madrinha, Lochie Daddo como o Príncipe, Bert Newton como o Barão, e Bruce Spence e Paul Blackwell como os meio-irmãos feios. No ano seguinte, ela apareceu em uma produção de "Aladdin".
Ela apareceu em comerciais de TV,incluindo as balas Twisties, a batata frita Lays e a sopa Campbell's. Aos 10 anos de idade Webster interpretou a jovem Cosette em Les Misérables, e em 1999-2000 atuou como Brigitta Von Trapp em uma produção teatral de The Sound of Music, ao lado de Lisa McCune, John Waters e Bert Newton.
Em março de 2000,ela participou de diversas baterias de testes para atuar em um dos segmentos da Cerimônia de abertura dos Jogos Olímpicos de Verão de 2000.E após 5 meses de testes ela foi anunciada como a protagonista da parte artística da cerimônia.

## Carreira

### 2000–04:Follow Your Heart,BlisseLet's Dance
Em seguida aos Jogos Olimpicos Webster assinou um contrato com a BMG, e o seu primeiro single "Strawberry Kisses" chegar ao número 2 nas paradas de singles da Austrália, em 2001, mantendo a posição por 7 semanas. Seu álbum de estréia Follow Your Heart também foi disco de platina com o segundo single "Depend on Me" indo ao top 20 e o terceiro single "The Best Days"/"Over the Rainbow" chegar ao número 21. Ela também estrelou como Dorothy em uma performance de palco australiano de O Mágico de Oz, que decorreu entre 2001-2002. Webster foi indicado ao ARIA Music Awards para o álbum mais vendido e ela ganhou um John O'Keefe Encouragement Award no Mo Awards 2001.
O álbum de 2002, Bliss, também foi ouro com o primeiro single "Something More Beautiful" alcançando o número 13, enquanto o segundo single "24/7 (Crazy 'bout Your Smile)", também alcançou o top 20.
Mais tarde, Webster lançou uma versão cover de "Dancing in the Street" de Martha and the Vandellas que alcançou o top vinte, enquanto seu single de 2004, "Let's Dance" atingiu o top 40 na Austrália. Um álbum de greatest hits foi lançado logo depois.

### 2005–presente: Carreira recente
No início de 2005, Webster estrelou "The Greatest Acts of Circus at All Times" na Seven Network. Ela foi anunciada como uma das concorrentes na 2ª temporada de Dancing with the Stars. Ela foi criticada por ter uma "vantagem injusta" sobre outras danças por causa de sua experiência de dança anterior. Webster e o parceiro de dança Sasha Farber foram eliminados na sexta semana da série depois que o juiz Todd McKenney deu-lhes uma pontuação baixa. Webster chocou os australianos ao aparecer na capa da FHM de maio de 2005 depois que a revista se aproximou dela para fazer as fotos como uma celebração para seu aniversário de 18 anos. Ela foi eleita a Nº 7 na lista de mulheres mais sexy da FHM Austrália 100 de 2005.
Webster também apareceu em um episódio da série de TV australiana Thank God You're Here como um membro do elenco.
Em 2006, Webster declarou em entrevistas que ela estava vivendo e trabalhando em Nashville, EUA escrevendo com escritores conhecidos que trabalham em seu novo álbum. Também foi revelado que ela foi para Los Angeles para desenvolver um novo estilo de título de música para um som pop mais maduro.
Em maio de 2007, Webster interpretou o papel principal de Sheila em uma nova versão do musical Hair, juntamente com Rob Mills e Cosima De Vito.
Em setembro de 2007, Webster fez um papel de uma boneca na festa lésbica Sleaze Ball. Ela apareceu novamente na revista masculina FHM como uma tentativa de amadurecer sua imagem.
Webster apareceu regularmente no programa 20 to 1.
Em janeiro de 2008, Webster anunciou que ela abriria uma escola de artes em fevereiro com o irmão Scott em uma tentativa de ajudar os jovens a entrar no mercado. Em janeiro de 2012, eles abriram uma segunda escola na Costa Central, NSW.
Foi anunciado em maio de 2009, que Nikki estava preparada para lançar seu primeiro single em cinco anos, "Devilicious", em 12 de junho. Ela cantou "Devilicious" no The Morning Show em Agosto de 2009, a fim de promover o single.
Webster fez uma aparição em 15 de julho de 2009 e um episódio de The Chaser's War on Everything, em uma paródia do vídeo musical viral de Barack Obama "Yes We Can", a paródia foi baseada em discursos de Kevin Rudd.
Em fevereiro de 2010, Webster e seu irmão Scott abriram uma agência de modelos para as crianças, Talent@Nikki Webster.
Em março de 2011, Nikki conseguiu seu primeiro papel no cinema no filme independente "Short Beach". Webster foi escalado como V, uma colegial, no "Teen Beach Movie", também estrelado por Johnny Boxer e Matt Zeremes.

## Discografia
- Follow Your Heart (2001)
- Bliss (2002)
- Let's Dance (2004)

### Websites Oficiais
- Nikki Webster: Official Website
- Dance@Nikki Webster
- Talent@Nikki Webster

### Outros
- Nikki Webster Messageboard
- Nikki Webster Fan
- Nikki Webster. no IMDb.